# Perica Cicijelj
Perica Cicijelj (* 15. Dezember 1991) ist eine kroatische Fußballspielerin.
Cicijelj debütierte 19. August 2009 in einem Freundschaftsspiel gegen Bosnien-Herzegowina. Dieses Spiel endete 1:1 unentschieden. Weitere Berufungen folgten bisher nicht. 